# Гаплаев Магомед Шиблуевич
Магомед Шиблуевич Гаплаев — российский государственный деятель, учёный-овощевод, технолог, селекционер, доктор сельскохозяйственных наук, профессор, почётный работник науки и высоких технологий Российской Федерации, Действительный государственный советник Чеченской Республики 2-го класса,.
Родился 8 августа 1963 года в селении Алхан-Юрт Урус-Мартановского района ЧИАССР.
С 2007—2012 гг. занимал должность начальника отдела, далее возглавил Департамент развития агропромышленного комплекса Министерства экономического развития и торговли Чеченской Республики.
с 2011—2015 гг. назначен на пост заместителя министра сельского хозяйства Чеченской Республики.
С 2015 года — Директор Федерального государственного бюджетного научного учреждения «Чеченский научно-исследовательский институт сельского хозяйства».
За многолетний добросовестный труд, научные достижения и заслуги в сфере сельскохозяйственных наук неоднократно награждался ведомственными и государственными наградами.
в 2024 г. Указом Президента Российской Федерации за большой вклад в развитие отечественной науки награждён медалью ордена «За заслуги перед Отечеством» II степени.
Приказом Министерства науки и высшего образования Российской Федерации награждён медалью «За вклад в реализацию государственной политики в области образования и научно — технологического развития».
Автор более 120 научных работ, из которых две монографии, три учебно-методических пособия, одиннадцать статей в журналах Scopus и Web of Science, более 100 статей в РИНЦ и журналах из перечня ВАК. Он автор трёх сортов, трёх гибридов сельскохозяйственных культур и четырёх патентов.
С 2007 года по настоящее время Магомед Гаплаев является профессором кафедры технологии производства и переработки сельхозпродукции Агротехнологического института Чеченского государственного университета им. А-Х. А. Кадырова.
Гаплаев М. Ш. более 30 лет занимается разработкой технологии выращивания столовых корнеплодов. Им опубликовано более 130 печатных работ, в том числе 4 — монографии, 3 — учебно-методическое пособия, статей в журналах Scopus и Web of Science, 72 — статей в РИНЦ, в том числе в журналах из перечня ВАК 46 в Перечень изданий, рекомендованных для публикации основных результатов диссертаций на соискание ученой степени кандидатов и докторов наук, автор 4 патентов. Три работы вышли в изданиях WoS. М. Гаплаевым созданы 5 сорта и 2 гибрида овощных культур. Он регулярно выступает на научных и научно-производственных конференциях и совещаниях с результатами своих исследований в области овощеводства и семеноводства овощных культур. Успешно занимается воспитанием молодых ученых: подготовлены 4 — соискателя.
Магомед Шиблуевич является творческим исследователем и по праву признается высококвалифицированным специалистом в области овощеводства. Результаты исследований оформлены М. Гаплаевым в виде кандидатской работы («Использование летних посевов в условиях Предгорной зоны Северного Кавказа для получения товарной и семенной моркови», 1996) и докторской диссертации («Совершенствование технологий возделывания моркови и свеклы столовой в условиях вертикальной зональности Центрального Предкавказья», 2017).